# Félix Savart
Félix Savart (30. června 1791 – 16. března 1841) byl fyzik, známý především pro Biotův–Savartův zákon elektromagnetismu, který objevil spolu se svým kolegou Jeanem-Baptistem Biotem. Jeho hlavní oblast výzkumu byla akustika a studium vibračních těles. Zvláště se zajímal o housle, což ho vedlo k vytvoření experimentálního lichoběžníkového modelu. Jmenuje se po něm savart, jednotka měření pro hudební intervaly, a Savartovo kolo, zařízení, které používal při vyšetřování rozsahu lidského sluchu.

## Život
Jeho otec Gérard Savart byl inženýrem na vojenské škole v Metz. Jeho bratr Nicolas, který byl studentem na École Polytechnique a důstojníkem ve sboru, pracoval v oblasti vibrací. Ve vojenské nemocnici v Metz studoval Savart medicínu a později pokračoval ve studiu na univerzitě ve Štrasburku, kde získal v roce 1816 diplom z lékařství. Profesorské místo na Collège de France získal v roce 1836. Spoluobjevil Biotův–Savartův zákon, spolu s Jeanem-Baptistem Biotem. Společně pracovali na teorii magnetismu a elektrických proudů. Jejich zákon byl objeven asi roku 1820. Biotův–Savartův zákon dává do spojitosti magnetického pole a proudy, které jsou jejich zdrojem.
Savartův také studoval akustiku. Vyvinul Savartovo kolo, které produkuje zvuk na konkrétní frekvenci pomocí rotačních disků.
Po Savartovi se jmenuje jednotka měření pro hudební intervaly, savart, ačkoli byla ve skutečnosti vynalezena Josephem Sauveurem (Stiglerův zákon).